# Lola Naymark
Lola Naymark, née le 5 avril 1987 à Paris, est une actrice française.

## Biographie
Elle débute dans deux téléfilms de Roger Vadim, La Nouvelle Tribu en 1996 et Un coup de baguette magique en 1997, dans lesquels elle interprète le personnage de Kicup et côtoie des acteurs tels que Marie-Christine Barrault et Ludmila Mikaël, et dans deux épisodes de la série Les Vacances de l'amour en 1996. Elle débute au cinéma en 1998 en tenant le rôle principal du film Riches, belles, etc. de Bunny Godillot.
Elle obtient son premier rôle important en 2001 dans un téléfilm, La Colère du diable de Chris Vander Stappen, mais c'est seulement en 2003 qu'elle se fait remarquer au cinéma dans Monsieur Ibrahim et les fleurs du Coran de François Dupeyron, aux côtés notamment d'Omar Sharif, Gilbert Melki et Isabelle Adjani. Sa carrière s'envole en 2004 avec un premier rôle dans Brodeuses, d'Éléonore Faucher, dans lequel elle interprète le personnage de Claire Moutiers, et qui lui vaut le prix Michel-Simon 2004. Pour ce même rôle dans Brodeuses, elle est nommée au César 2005 comme meilleur espoir féminin. En 2005, elle joue dans La Maison de Nina de Richard Dembo.
En 2012, elle incarne le rôle d'Emilie dans l'adaptation des Liaisons dangereuses par John Malkovich sur la scène du Théâtre de l'Atelier à Paris.

## Filmographie

### Cinéma

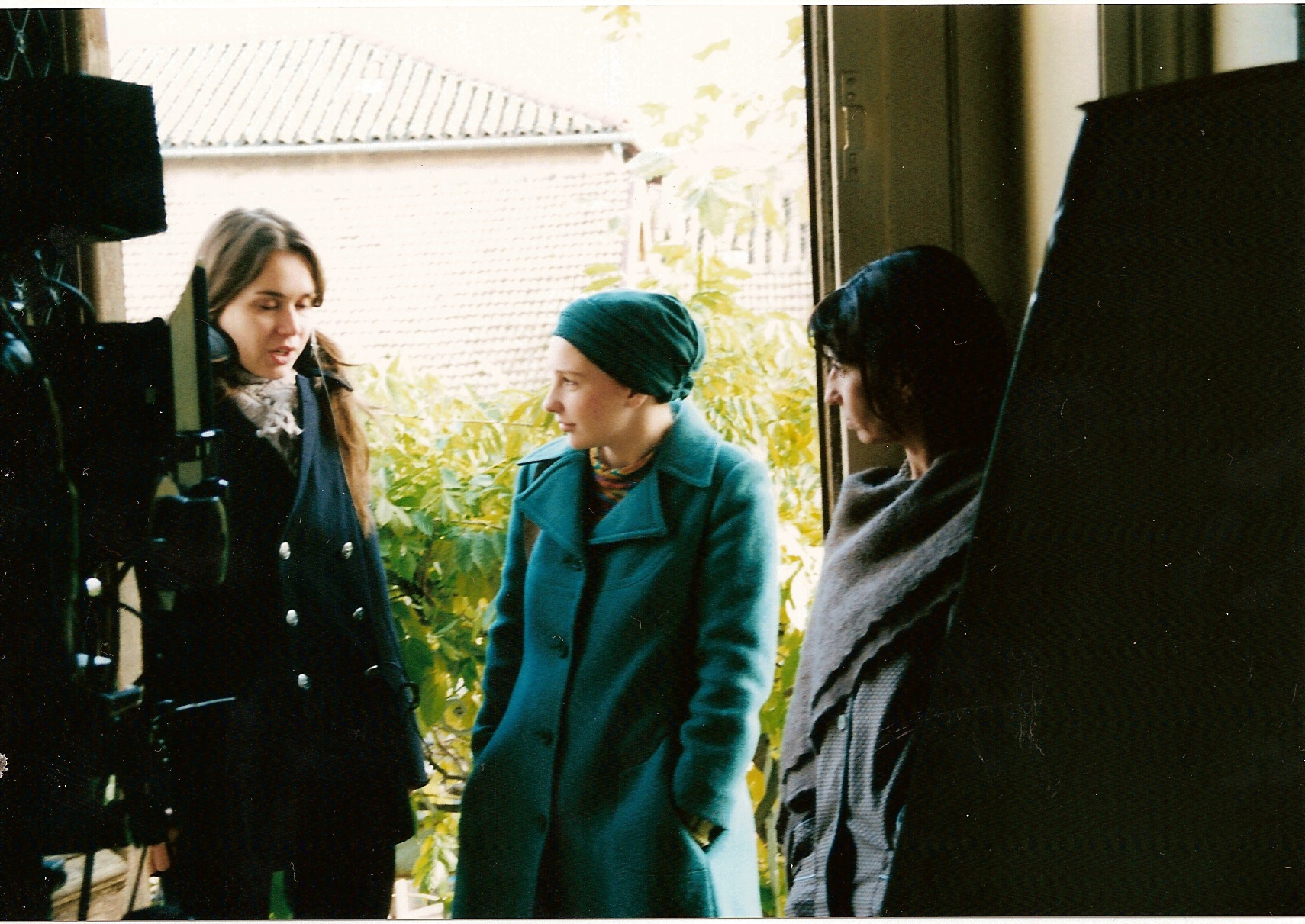
Lors du tournage de Brodeuses. De gauche à droite: Éléonore Faucher, Lola Naymark et Ariane Ascaride.

- 1998 : Riches, belles, etc. de Bunny Godillot : Rose, la petite fille
- 2003 : Monsieur Ibrahim et les Fleurs du Coran de François Dupeyron : Myriam
- 2004 : Brodeuses d'Éléonore Faucher : Claire Moutiers
- 2005 : La Maison de Nina de Richard Dembo : Rosette
- 2009 : Dans tes bras d'Hubert Gillet  : Clémentine, la réceptionniste
- 2009 : L'Armée du crime de Robert Guédiguian : Monique Stern
- 2012 : Ma bonne étoile d'Anne Fassio : Ketty
- 2014 : Au fil d'Ariane de Robert Guédiguian : Lola
- 2014 : Casanova Variations de Michael Sturminger : Cécile
- 2014 : Brèves de comptoir de Jean-Michel Ribes : la jeune femme amoureuse
- 2015 : Une histoire de fou de Robert Guédiguian : Valérie
- 2016 : Le Bonheur des uns (court métrage) de Jeremias Nussbaum :
- 2019 : Gloria Mundi de Robert Guédiguian : Aurore
- 2022 : Le Tigre et le Président de Jean-Marc Peyrefitte : Jeanne
- 2023 : Et la fête continue ! de Robert Guédiguian : Alice
- 2025 : La Pie voleuse de Robert Guédiguian : Audrey

### Télévision
- 1996 : Les Vacances de l'amour (série télévisée), saison 1, épisodes 6 Des adieux qui font mal et 7 Le Menteur : Stéphanie, fille de Roland
- 1996 : La Nouvelle Tribu (mini-série) de Roger Vadim  : Kicup
- 1997 : Un coup de baguette magique (téléfilm) de Roger Vadim : Kicup
- 2001 : La Colère du diable (téléfilm) de Chris Vander Stappen : Sophie
- 2005 : Mademoiselle Gigi (téléfilm) de Caroline Huppert : Lydie Poret
- 2006 : La Promeneuse d'oiseaux (téléfilm) de Jacques Otmezguine : Sarah
- 2007 : Elles et Moi (mini-série) de Bernard Stora  : Josette
- 2007 : Divine Émilie (téléfilm) d'Arnaud Sélignac
- 2009 : Comme un mauvais souvenir (téléfilm) d'André Chandelle : Isabelle
- 2011 : Celle que j'attendais (téléfilm) de Bernard Stora : Marion
- 2011 : Faux coupable (téléfilm) de Didier Le Pêcheur : Louise Varini
- 2012 : Antigone 34 (série télévisée) : Alix
- 2012 : La Collection donne de la voi(e)x (série télévisée), épisode Arthur Flèche (L'Homme qui avait la main droite de gauche et la main gauche de droite) de Samuel Hercule : Emilie Dessevart
- 2013 : Les Déferlantes (téléfilm) d'Eléonore Faucher : Morgane
- 2015 : Au nom du fils (téléfilm) d'Olivier Péray : Charlie
- 2015 : Trepalium (mini-série) de Vincent Lannoo : Peterson
- 2017 : Section de recherches (série télévisée), épisode Grande redistribution de François Guérin : Charline Louvain
- 2017 : Yes I Do (mini-série télévisée) d'Elsa Blayau :
- 2019 : Le Juge est une femme (série télévisée), épisode Pour elle de Jean-Christophe Delpias : Hélène François
- 2019 : La Maladroite (téléfilm) d'Éléonore Faucher : Docteur Santis
- 2025 : L'Intruse de Shirley Monsarrat : Adèle Bouazid

### Réalisation
- 2017 : Il était une fois mon prince viendra (court métrage), avec Nina Meurisse, Bastien Bouillon, Jacques Boudet

## Théâtre
- 2009 : Le Jour des meurtres dans l'histoire d'Hamlet de Bernard-Marie Koltès, mise en scène Thierry de Peretti, Théâtre de l'Agora, Centre national de création d'Orléans
- 2009 : Le Dindon de Georges Feydeau, mise en scène Fanny Sidney, Théâtre de la Jonquière
- 2011 : Les Liaisons dangereuses de Pierre Choderlos de Laclos, mise en scène John Malkovich, Théâtre de l'Atelier
- 2015 : Danser à Lughnasa de Brian Friel, mise en scène Didier Long, Théâtre de l'Atelier

## Distinctions

### Récompenses
- Prix Michel-Simon 2004 pour Brodeuses (ex æquo avec Stéphanie Michelini)
- Prix Lumières 2005 : Meilleur espoir féminin pour Brodeuses (ex æquo avec Marilou Berry)
- Festival Jean Carmet de Moulins 2009 : Meilleur second rôle féminin (Prix du public) pourDans tes bras

### Nomination
- Césars 2005 : Meilleur espoir féminin pour Brodeuses